# Шоази ла Виктоар
Шоази ла Виктоар (фр. Choisy-la-Victoire) насеље је и општина у североисточној Француској у региону Пикардија, у департману Оаза која припада префектури Клермон.
По подацима из 2011. године у општини је живело 207 становника, а густина насељености је износила 20,76 становника/km². Општина се простире на површини од 9,97 km². Налази се на средњој надморској висини од 103 метара (максималној 113 m, а минималној 34 m).

## Демографија
| 1962. | 1968. | 1975. | 1982. | 1990. | 1999. | 2011. |
| ----- | ----- | ----- | ----- | ----- | ----- | ----- |
| 227   | 246   | 277   | 238   | 256   | 220   | 207   |

График промене броја становника у току последњих година